# Zbelovo
Zbelovo je naselje v Občini Slovenske Konjice. 
Gručasto naselje na južnem obrobju osrednjega dela Dravinjskih goric, leži ob levem bregu reke Dravinje, ob cesti Loče - Poljčane. Na nasprotni strani doline je karbonatna Zbelovska gora (439 m.n.m.), kjer so ruševine Zbelovskega gradu, omenjenega že leta 1206, propadlega v 16. stoletju. 

### Železniške povezave
Južno železnico, ki poteka po bližnjem viaduktu (Zbelovo nekoč Plankenstein), so zgradili leta 1846. Najbližja železniška postaja je v Poljčanah, postajališče pa na Dolgi Gori.
Nekdanja Železniška proga Poljčane - Konjice - Zreče je bila avstrijska ozkotirna železniška proga (širine 760 mm) ki je skozi Zbelovo povezovala Poljčane in Slovenske Konjice. Slovenske Konjice je dosegla leta 1892, ter je bila podaljšana do Zreč leta 1920, opuščena pa je bila leta 1961.